# Douglas Hamilton
James Douglas Hamilton, född 8 juni 1892 på Lyckås gods norr om Huskvarna, död 31 oktober 1943, var en svensk greve, militär och flygpionjär. 

## Biografi
Douglas Hamilton var son till James Hamilton. Han tog studenten 1912 och blev sedan officer först i kavalleriet, senare vid trängens reserv, där han så småningom blev kapten. Hamilton var ovanligt vital, spänstig och idérik. Han deltog i svenska gymnastiktrupper vid två olympiska spel, han var en skicklig boxare och ryttare.

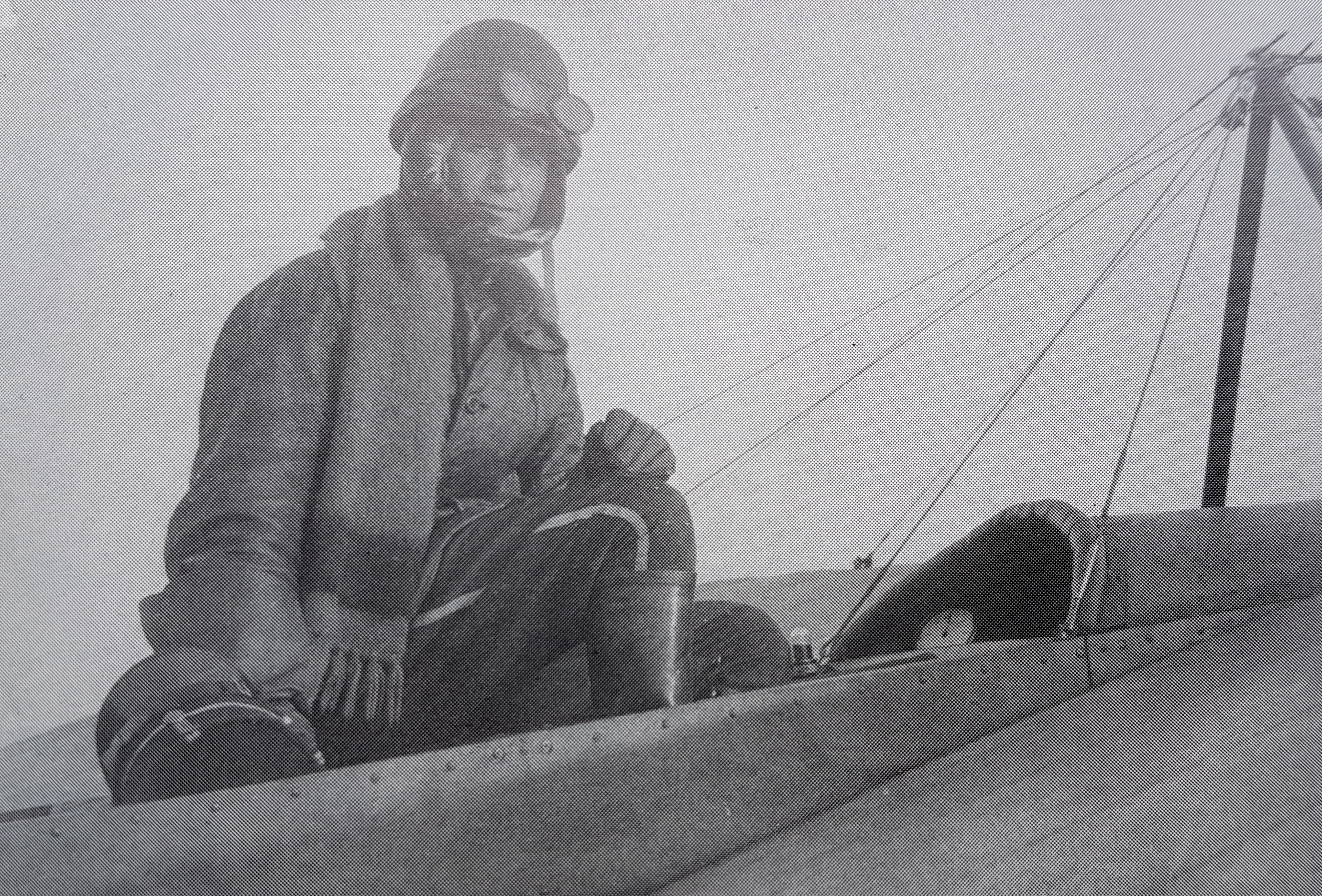
Douglas Hamilton genomgår flygutbildning på Ljungbyhed 1917

Han började sin flygutbildning 1917 vid Enoch Thulins flygskola och erhöll sitt aviatördiplom med nr 94 samma år. Efter flygutbildningen sökte han sig till militärflyget, men när hans ansökan inte beviljades sökte han sig till Finland och deltog i inbördeskriget 1918. Han gifte sig 1919 med den danska miljonärsdottern Erna Simonsen och flyttade tillfälligt till Köpenhamn. Redan året därpå separerade paret och Hamilton flyttade åter till Sverige. Han återvände till Danmark en mörk natt för att försöka kidnappa sin son Ulph och med motorbåt föra honom till Sverige. 1923 for Hamilton till Wasserkuppe i Tyskland för att genomgå segelflygutbildning. Hans syfte med utbildningen var att lära sig segelflyga för att deltaga i den danska tidningen Politikens tävling om den första segelflygningen över Öresund. I Wasserkuppe träffade han Willy Messerschmitt och köpte av honom sitt första segelflygplan, ett Messerschmitt S-12. Den första flygturen efter inköpet resulterade i ett haveri där flygkroppen och en vinge bröts sönder. Hamilton gav inte upp, utan köpte en Espenlaub E 4 för den planerade Öresundsflygningen.
Den 25 augusti 1923 skulle den planerade flygningen genomföras. Med på färden skulle Hamilton medföra post. För detta ändamål stämplade Postverket breven med stämpeln "MED MOTORLÖST AEROPLAN, HÄLSINGBORG 25. 8 23". Flygningen kunde dock inte genomföras, utan den sköts upp ett par veckor, och posten fick korsa sundet med båt. Även det andra försöket den 13 september 1923 från Laröd fick inställas. Han gjorde flera försök och hamnade i vattnet ett flertal gånger innan han slutligen gav upp 1932. (Edmund Sparmann korsade Öresund den långa sträckan mellan Köpenhamn och Malmö med en tur och returflygning samma dag den 12 augusti 1933 i en Grunau ESG-31.)
1925 startade Hamilton tillsammans med Willy Pelzner en civil flygskola i Halmstad men inför vintern flyttade man verksamheten till Göteborg. Hösten 1926 flyttade man slutligen till Hammars backar öster om Ystad, där man kunde organisera verksamheten samt bygga hangar och en verkstadslokal, där man kunde nyproducera och reparera flygplan.
1934 köpte han segelflygplanet Grüne Post och med hjälp av Antonius Raab genomförde han en flygbogsering från Riga till Jönköping, med mellanlandningar i Reval, Helsingfors och Stockholm. Vid bogseringen användes en 100 meter lång lina samt en telefonledning mellan Raab och Hamilton. På etappen mellan Stockholm och Helsingfors drabbades man av dimma och dålig sikt över Ålands hav och Hamilton tvingades att koppla loss sitt flygplan och landa i en havreåker på Ljusterö medan Raab fortsatte till Barkarby. Någon dag senare fortsatte bogseringen till Jönköping. Efter hemkomsten köpe han även bogserflygplanet ett BFW U 12 Flamingo som fick den civila registreringen SE-ADY.
Efter en arvstvist 1933 efter fadern James Hamilton död förklarades Hamilton omyndig. . Trots att han fick ett arv på 600 000 kronor levde han ständigt på ruinens brant. För att komma ifrån arvsbråket reste han till Spanien för att deltaga i det Spanska inbördeskriget på Francos sida. Han arbetade under en period som icke ackrediterad konsul i Sevilla innan han återvände till Sverige via Tyskland, där han deltog som frivillig på östfronten. Vid hemkomsten hade han svåra sårskador i ryggen och på lungorna, och han avled under en transport i en så kallad järnlunga mellan Malmö och Karolinska sjukhuset i Stockholm den 31 oktober 1943. Douglas Hamilton är gravsatt på Norra begravningsplatsen utanför Stockholm.